# Giro dell'Umbria 1911
Il Giro dell'Umbria 1911, seconda edizione della corsa, si svolse il 13 agosto 1911 su un percorso di 257 km, con partenza e arrivo a Terni, in Italia. La vittoria fu appannaggio dell'italiano Giuseppe Azzini, che completò il percorso in 9h45'00", alla media di 26,871 km/h, precedendo i connazionali Camillo Bertarelli e Labindo Mancinelli.
Sul traguardo di Terni almeno 20 ciclisti, su 54 partiti dalla medesima località, portarono a termine la competizione. 

## Ordine d'arrivo (Top 10)
| Pos. | Corridore          | Squadra | Tempo    |
| ---- | ------------------ | ------- | -------- |
| 1    | Giuseppe Azzini    | -       | 9h45'00" |
| 2    | Camillo Bertarelli | -       | ?        |
| 3    | Labindo Mancinelli | -       | a 23'00" |
| 4    | Aurelio Sirilli    | -       | s.t.     |
| 5    | Alfonso Calzolari  | -       | s.t.     |
| 6    | Castellani         | -       | a 32'00" |
| 7    | Giuseppe Pifferi   | -       | a 33'30" |
| 8    | Silvestrini        | -       | a 37'30" |
| 9    | Rigoletto Belli    | -       | a 52'10" |
| 10   | Alfredo Corsi      | -       | s.t.     |